# فرشته دلاسانتینا
فرشته دلاسانتینا (انگلیسی: Ange Dellasantina; ۴ نوامبر ۱۹۳۳ – ۲۶ ژوئیهٔ ۲۰۱۴) بازیکن فوتبال اهل فرانسه بود.
از باشگاه‌هایی که در آن بازی کرده‌است می‌توان به باشگاه فوتبال باستیا اشاره کرد.